# Słubice (Mazovie)
Pour les articles homonymes, voir Słubice (homonymie).
Słubice (prononciation : [swuˈbit͡sɛ]) est un village polonais de la Słubice dans le powiat de Płock de la voïvodie de Mazovie dans le centre-est de la Pologne.
Le village est le siège administratif (chef-lieu) de la gmina appelée Słubice.
Il se situe à environ 26 kilomètres au sud-est de Płock (siège du powiat) et à 75 kilomètres à l'ouest de Varsovie (capitale de la Pologne).
Le village compte approximativement une population de 2200 habitants en 2010.

## Histoire
Au cours de la Seconde Guerre mondiale, les Allemands ont baptisé de 1943 à 1945 le village comme Schlaubitz.
De 1975 à 1998, le village appartenait administrativement à la voïvodie de Płock.